# Œil de Jade
 (avril 2018).
Œil de Jade  est une série de bande dessinée parue en 2006-2007 et comportant deux tomes  publiés chez Les Humanoïdes Associés.

## Auteurs
- Scénario : Patrick Weber
- Dessins : Emanuele Tenderini

## Synopsis
Polar historique qui se déroule en Chine à la fin du XIIIe siècle.

## Albums
Parution chez Les Humanoïdes Associés dans la coll. « Dédales »
- La Mort de l’intendant Lo (2006)[1]
- L’Étreinte du tigre (2007)